# Врело Паљанске Миљацке
Паљанска Миљацка извире у Горњим Палама у источном делу Републике Српске, на надморској висини од 1.010 метара.

## Карактеристике
На дужини преко 250 метара од изворишта Паљанска Миљацка гради прелепе слапове и водопаде преко седрених блокова обраслих маховином који стварају очаравајући амбијент. Укупан доживљај употпуњује хук воде која се спушта низ седрене блокове. Читав предео представља пријатан природни амбијент погодан за шетњу и излете. Посебно јак утисак Паљанска Миљацка оставља на посетиоца за време већих водостаја, када су слапови већи. Непосредно изнад врела налази се Средњовековна градина Павловића.
Вода са врела служи за водоснабдевање дела Пала. За те потребе изграђен је објекат водовода. На врелу Паљанске Миљацке налази се рибљи ресторан „Врело Миљацке“. Уз ресторан се налази пастрмско рибогојилиште.